# 伊比辛
伊比辛（约公元前2028年—约公元前2004年在位）（英語：Ibbi-Sin）乌尔第三王朝末位国王，承襲其兄舒辛之王位。他竭力维护国土，但烏爾長城還是於外族的不斷侵擾中陷落，伊比辛最终也被埃兰人击败並俘获，在未知日期死去。